# For the Queen's Honor
For the Queen's Honor est un film muet américain réalisé par Thomas H. Ince et sorti en 1911.

## Fiche technique
- Réalisation : Thomas H. Ince
- Scénario : Thomas H. Ince
- Production : Carl Laemmle
- Date de sortie :  États-Unis : 6 juillet 1911

## Distribution
- King Baggot : le roi
- Owen Moore : le prince Albert
- Mary Pickford : la princesse Gilda
- George Loane Tucker : le duc Arturo
- Isabel Rea : la reine Amelia